# Morlaye Cissé
Pour les articles homonymes, voir Cissé.
Morlaye Cissé né le 19 décembre 1983 à Conakry, est un footballeur international guinéen évoluant au poste d'arrière droit, reconverti par la suite entraîneur de football.

## Biographie
Il a participé à la Coupe d'Afrique des nations 2006 avec l'équipe de Guinée.
En septembre 2022, il est nommé sélectionneur de l'équipe de Guinée espoirs. Sous ses ordres le Syli espoirs termine 4ème de la Coupe d'Afrique des nations de football des moins de 23 ans 2023 au Maroc. Malgré cette performance il est limogé par le Comité de Normalisation de la Fédération Guinéenne de Football le 24 juillet 2023. Après l'élection d'Aboubacar Sampil à la tête de la Fédération guinéenne de football le 6 janvier 2024, il retrouve le banc des espoirs.

## Carrière
| Année               | Club                | Pays    |
| ------------------- | ------------------- | ------- |
| 2001                | Horoya AC           | Guinée  |
| 2001-2003           | LB Châteauroux      | France  |
| 2003-2005           | GSI Pontivy         | France  |
| 2005-2006           | CS Sedan-Ardennes B | France  |
| 2006-2008           | ES Viry-Châtillon   | France  |
| 2008-2009           | Arménienne ASO      | France  |
| 2009-décembre 2010  | FC Mulhouse         | France  |
| janvier 2011 - 2013 | EGS Gafsa           | Tunisie |
|                     |                     |         |